# Taeniophyllum savaiiense
Taeniophyllum savaiiense là một loài thực vật có hoa trong họ Lan. Loài này được P.J.Cribb & Whistler miêu tả khoa học đầu tiên năm 1996.